# Georgia Championship Wrestling
Georgia Championship Wrestling — нині не діюча федерація професійного реслінґу, яку у 1944 році заснував Пол Джонс. Головна штаб-квартира — місто Атланта, штат Джорджія, США. Була однією з найбільших у штаті, оскільки у відтин часу з 1970-х по 1980-ті вівся показ шоу на місцевому телебаченні. Окрім цього на рахунку промоуції велика кількість шоу всіма великими містами штату (на всеамериканську арену федерація вийти не змогла і не провела жодного турне країною).